# Jo, gran caçador
Jo, gran caçador (títol original en anglès, Eagle's Wing) és una pel·lícula de western d'Eastmancolor de 1979. És protagonitzada per Martin Sheen, Sam Waterston i Harvey Keitel. Va ser dirigida per Anthony Harvey, amb una història de Michael Syson i un guió de John Briley. Va guanyar el premi a la millor fotografia de la British Society of Cinematographers el 1979. S'ha doblat al català.

## Argument
La història té tres eixos argumentals que recorren simultàniament la pel·lícula: una diligència que porta una vídua rica a casa a l'hisenda de la seva família, un grup de guerrers indis que tornen al seu poble i dos comerciants de pells que esperen conèixer un grup diferent d'indis amb els quals comerciar. La partida de guerra ataca els altres indis i mata el seu líder, que posseeix un magnífic semental àrab blanc. White Bull (Waterston) intenta capturar el cavall, però és massa ràpid i s'allunya portant el cap mort. Pike (Sheen) i Henry (Keitel) esperen en va els comerciants i després són atacats pel grup de guerrers. Henry és assassinat, els indis prenen els cavalls del comerciant i Pike es queda sol amb una mula.
Viatjant sol, es troba amb el funeral del cap mort. Salva el semental blanc de la matança ritual, abandona la seva mula i continua els seus viatges. L'home medicina que condueix el ritual mor accidentalment mentre en Pike agafa el cavall. El grup de guerra troba la diligència, l'ataca, mata el conductor, el guàrdia i un dels passatgers, i després abandona White Bull per saquejar la diligència i els passatgers de tots els objectes de valor. White Bull reuneix un munt de joies i altres objectes valuosos, pren una noia blanca per a si mateix i deixa els altres supervivents al desert. Un dels supervivents, un sacerdot, agafa un cavall de la diligència i marxa per alertar la hisenda.
Aleshores, la història es converteix en una persecució a quatre direccions. Després de guanyar el semental blanc de Pike, el Whte Bull, la noia, el tresor i el semental continuen cap al poble natiu; Pike va darrere del semental; un grup de la hisenda es proposa recuperar els passatgers de la diligència i la noia, i membres de la tribu de l'home medicina busquen venjar la seva mort. Després d'una sèrie d'aventures d'anada i tornada, la pel·lícula acaba mentre White Bull marxa sol amb el semental mentre en Pike, totalment derrotat, s'aixeca i el mira anar; la noia encara està darrere de Pike, esperant que la rescatin.

## Repartiment
- Martin Sheen com a Pike
- Sam Waterston com a White Bull
- Harvey Keitel com a Henry
- Stephane Audran com la vídua
- John Castle com el sacerdot
- Caroline Langrishe com a Judith
- Jorge Russek com a Gonzalo